# Ehemalige Gewerbeschule (Schwäbisch Hall)

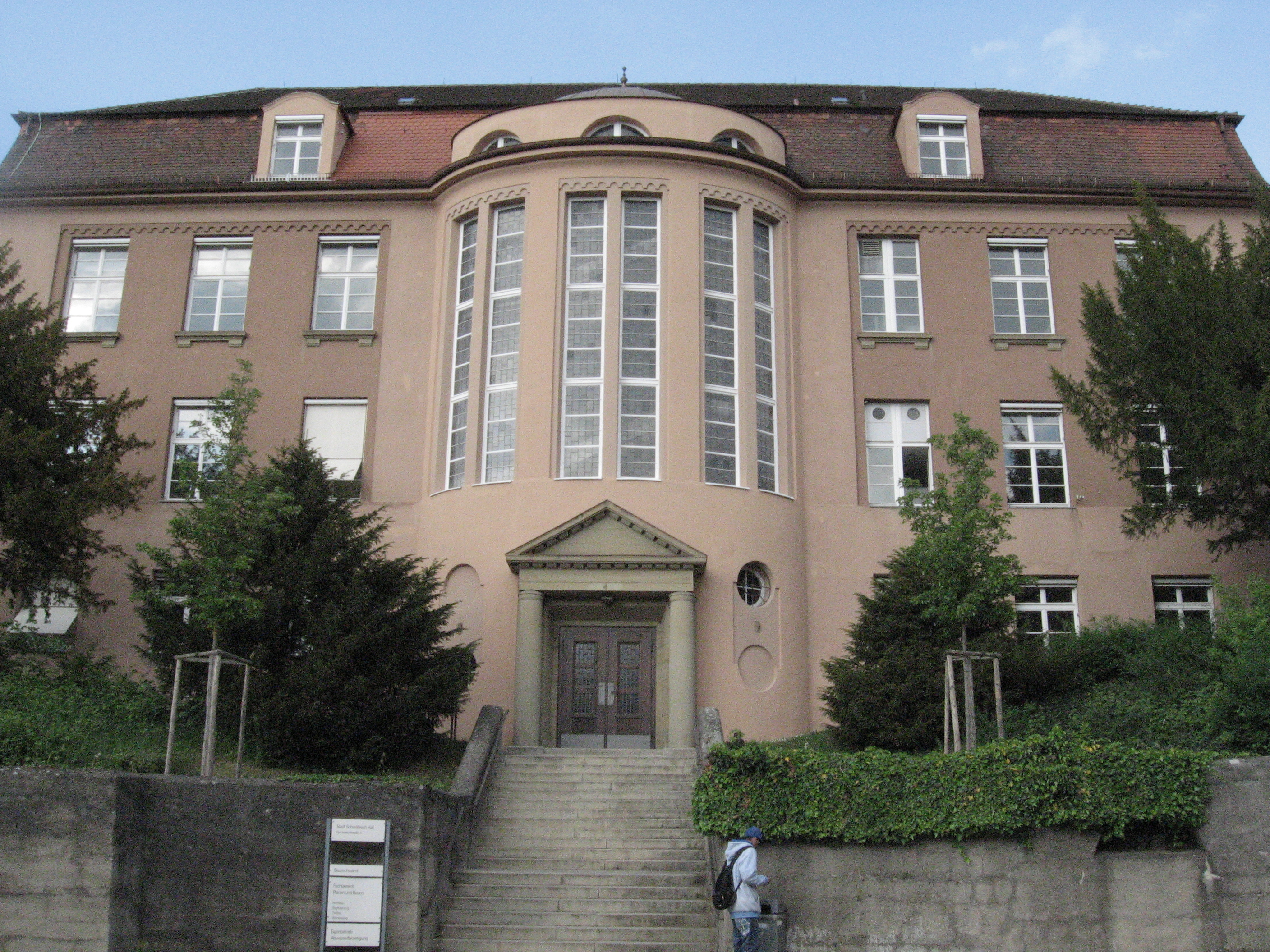
Frühere Handelsschule

Die Ehemalige Gewerbeschule ist ein denkmalgeschütztes Bauwerk in Schwäbisch Hall. Es befindet sich in der Gymnasiumstraße 4.

## Beschreibung
Der Putzbau mit Mansarddach zeigt zur Gymnasiumstraße hin eine dreigeschossige Fassade, während die Fassade zum Langen Graben hin zweigeschossig ist. Der Baukörper ist blockhaft. Die Fenster zeigen keine Rahmungen. Die Wandflächen werden  durch schlichte Lisenen gegliedert. Besonders gestaltet ist der in der Mitte befindliche gerundete Mittelrisalit, der das Treppenhaus beinhaltet. Dort befindet sich der Eingang mit einem Säulenportal und Dreiecksgiebel. Tageslicht strömt durch zu Paaren zusammengefasste, schmale Fenster hinein. Diese verlaufen über mehrere Geschosse hinweg. Der Risalit findet seinen Abschluss durch eine Attika mit Halbkreisfenstern und wird durch eine flache Kuppel abgedeckt.   

## Kunstgeschichtliche Bedeutung
Das Gebäude wurde im Jahr 1912 nach Plänen von Bihl & Woltz erbaut. Das Gebäude ist ein Beispiel für die Reformarchitektur: Es – „ist ein bis in die Details unverändert erhaltenes Zeugnis für die auf opulente Dekorationen verzichtende Formensprache der künstlerischen Reformbewegung, die sich zu Beginn des 20. Jhs. gegen den Historismus durchsetzte“. Die Stuttgarter Architekten entwickelten dabei einen alten Stil in freier Art und Weise weiter ohne diesen direkt zu zitieren, und wollten so „durch Anknüpfen an den Klassizismus, der im zeitgenössigen Verständnis als letzter ‚echter‘ Stil galt, den neuen Stil des 20. Jh. entwickeln“.
Im Jahr 1995 wurde das Gebäude beim Wettbewerb Beispielhaftes Bauen im Landkreis Schwäbisch Hall für den modernen Innenausbau ausgezeichnet.